# Avenue Georges-Lafenestre
L'avenue Georges-Lafenestre est une voie du 14e arrondissement de Paris, en France.

## Situation et accès

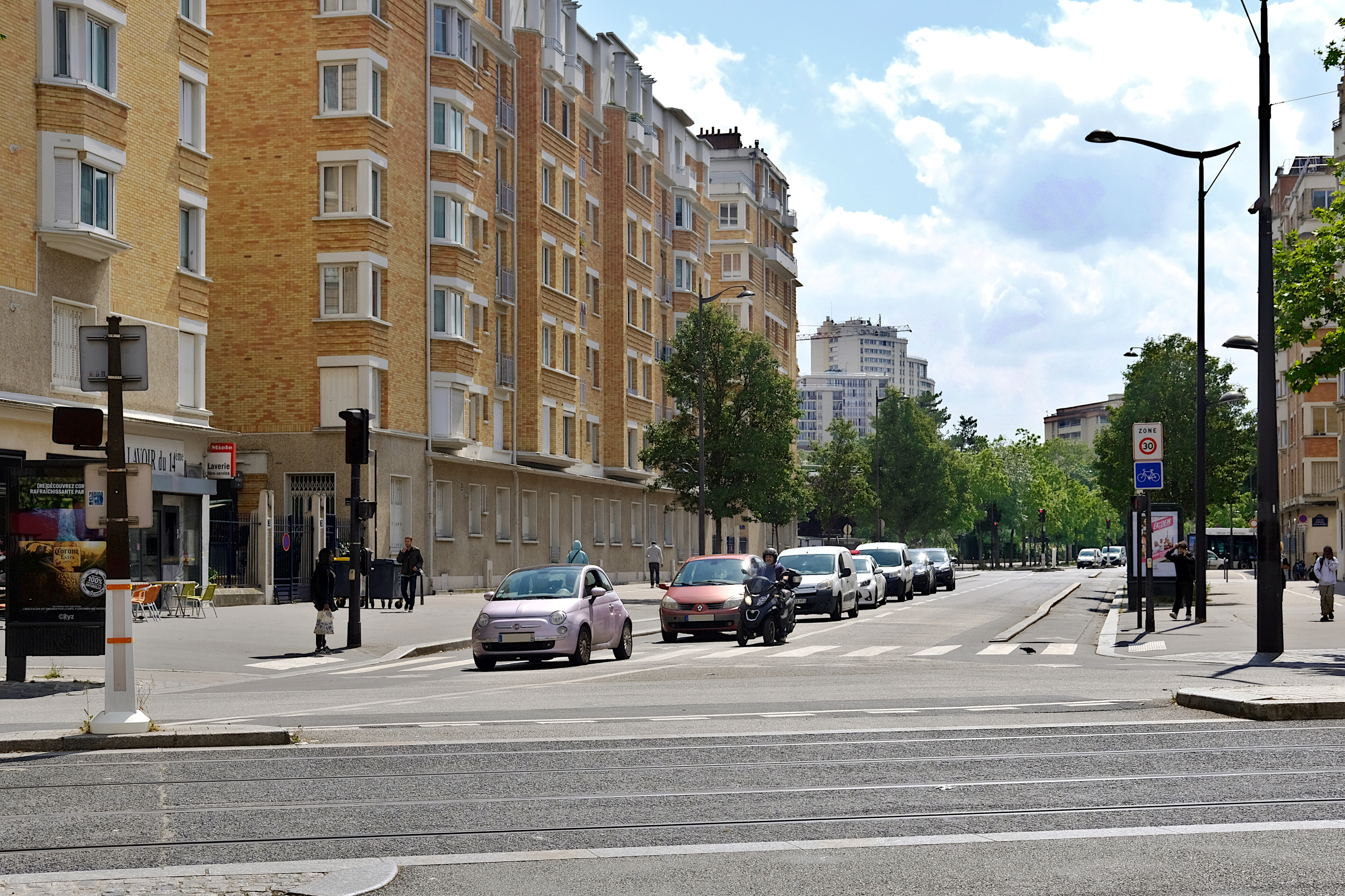
L'avenue Georges-Lafenestre en juin 2024.

L'avenue Georges-Lafenestre est une voie publique située dans le 14e arrondissement de Paris. Elle débute au 54, boulevard Brune et se termine boulevard Adolphe-Pinard dans l'alignement de la rue Victor-Hugo à Malakoff.

## Origine du nom
Elle porte le nom du poète et critique d'art français Georges Lafenestre (1837-1919).

## Historique
La partie comprise entre le boulevard Brune et les avenues Marc-Sangnier et Maurice-d'Ocagne est ouverte en 1934 sur l'emplacement du bastion no 65 de l'enceinte de Thiers.
La partie comprise entre les avenues Marc-Sangnier et Maurice-d'Ocagne et le boulevard Adolphe-Pinard est ouverte en 1938 sur la Zone non ædificandi, située sur l'ancien territoire de Malakoff annexé à Paris par décret du 3 avril 1925.
L'avenue est réaménagée lors de la construction du boulevard périphérique en 1962.

## Bâtiments remarquables et lieux de mémoire

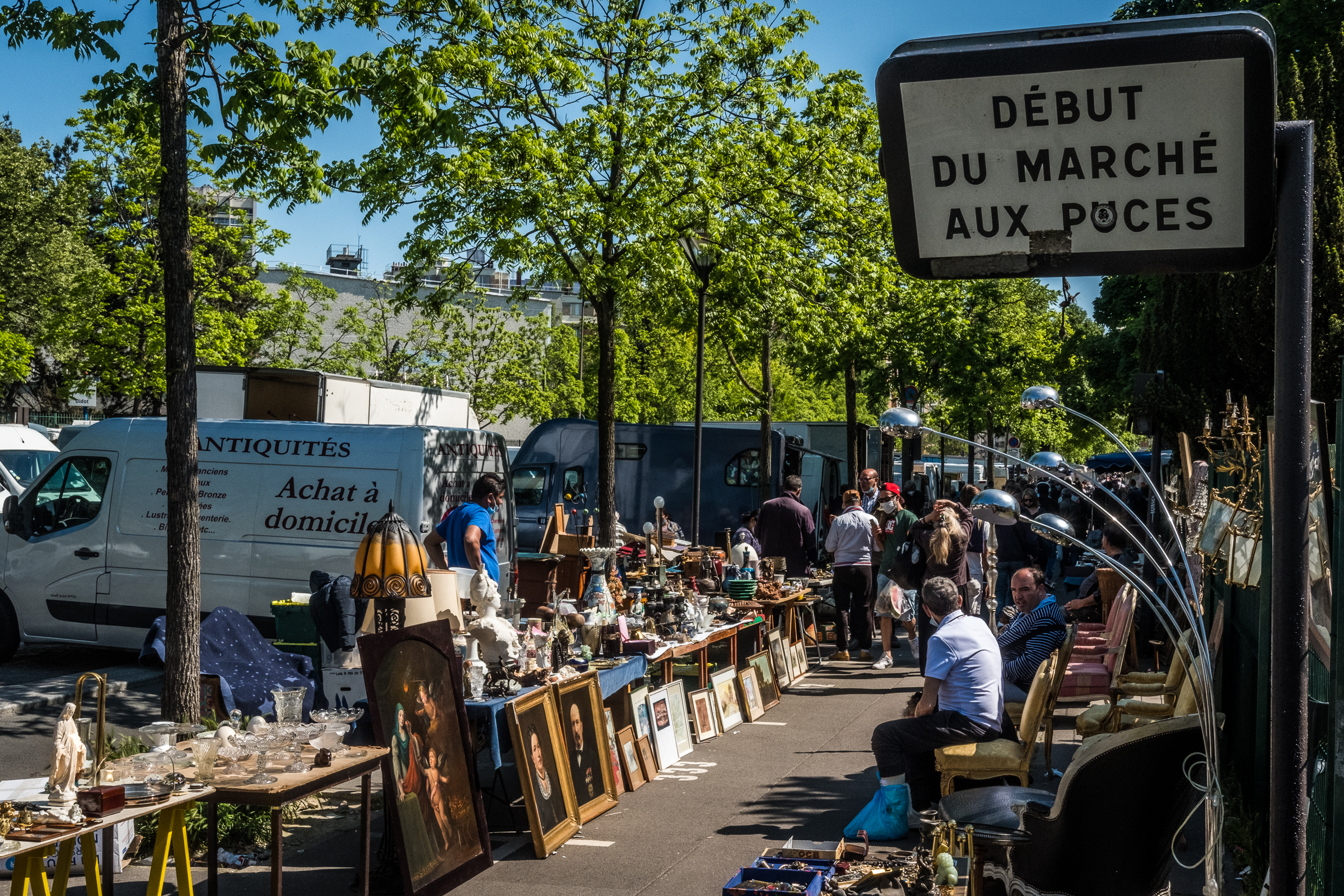
Le marché aux puces de la porte de Vanves.

Dans la portion de rue entre l’avenue Marc-Sanguier et le boulevard périphérique se tient le marché aux puces de la porte de Vanves qui fonctionne les samedis et dimanches de 7 h à 14 h.